# Takasaki-shuku

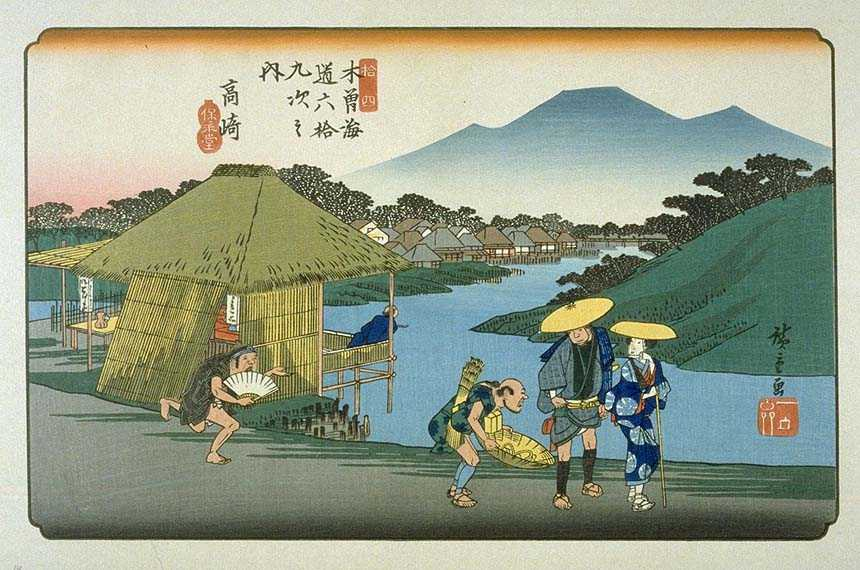
Takasaki-shuku, estampe de Hiroshige dans la série Les Soixante-neuf Stations du Kiso Kaidō.

Takasaki-shuku (高崎宿, Takasaki-shuku) était la treizième des soixante-neuf stations du Nakasendō. Elle est située dans la ville moderne de Takasaki, préfecture de Gunma au Japon.

## Histoire
Takasaki-shuku se trouvait à l'intersection du Nakasendō et du Mikuni Kaidō. De nombreux bâtiments et éléments urbains subsistent de la période Edo, préservant l'aspect animé du passé de cette étape.

## Stations voisines
Nakasendō
Kuragano-shuku – Takasaki-shuku – Itahana-shuku
Mikuni Kaidō
Takasaki-shuku (point de départ) – Kaneko-shuku